# Крусејдерси Карлстад
Крусејдерси Карлстад су клуб америчког фудбала из Карлстада у Шведској. Основани су 1990. године и своје утакмице играју на стадиону Тингвала ИП. Такмиче се тренутно у највишем рангу у Шведској лиги Суперсеријен, и Лига шампиона - Група Север.